# Leofric von Mercia

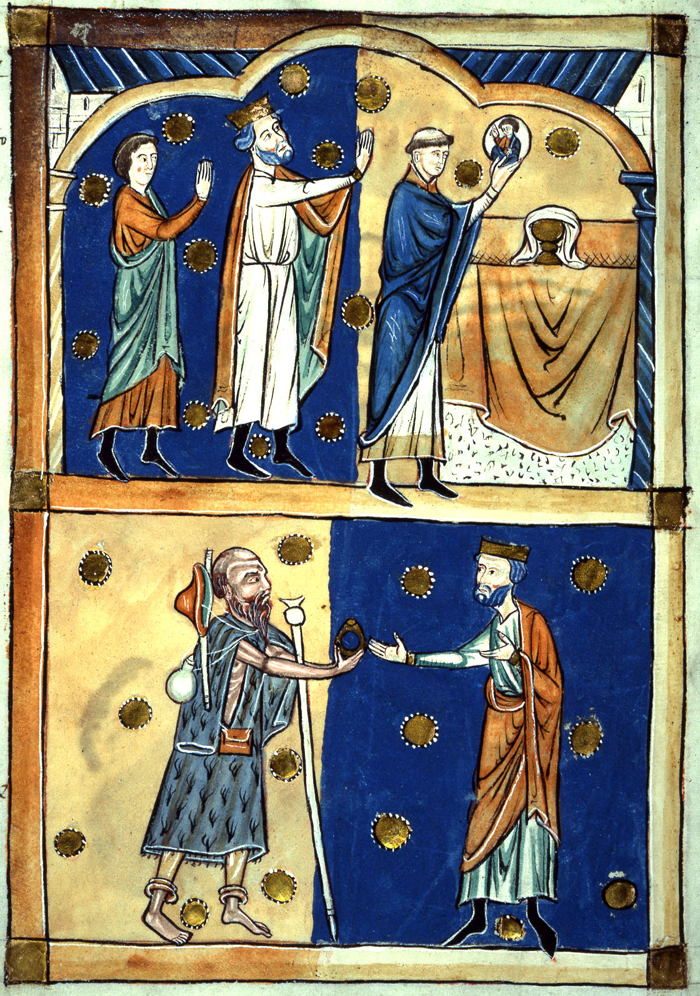
Oben: König Eduard der Bekenner und Graf Leofric von Mercia sehen das Antlitz Christi in der Eucharistie. Unten: die Rückgabe eines Rings an einen Bettler, der als Johannes der Täufer verkleidet war. 13. Jahrhundert, aus dem Domesday Book

Leofric († 31. August oder 30. September 1057 in Kings Bromley, Staffordshire) war ein Earl of Mercia. Er ist heute am bekanntesten als Ehemann von Lady Godiva.

## Leben
Leofric war der Sohn von Leofwine, Ealdorman der Hwicce; 997 bezeugte er eine Urkunde für König Æthelred. Er hatte drei Brüder: Northman, Edwin und Godwin. Es ist wahrscheinlich, dass Northman identisch ist mit Northman Miles (Northman der Ritter), dem König Æthelred 1013 das Dorf Twywell in Northamptonshire gab. Die Historia Croylandensis, deren Zuverlässigkeit häufig von Historikern angezweifelt wird, sagt, dass Northman, ein retainer (Ritter) von Eadric Streona, Earl of Mercia, war. Sie fügt hinzu, dass Northman auf Befehl von Knut dem Großen zusammen mit Eadric und anderen aus diesem Grund getötet wurde. Knut „machte Leofric zum Ealdorman an Stelle seines Bruders Northman, und hielt ihn danach in großer Zuneigung.“
Irgendwann vor 1032 wurde Leofric Earl of Mercia und dadurch einer der mächtigsten Männer im Land, zweiter nach Godwin, Earl of Wessex. Leofric kann durch seine Ehe eine Verbindung zu Ælfgifu von Northampton, der ersten Frau von Knut, gehabt haben, die helfen könnte, zu erklären, warum er der Hauptunterstützer ihres Sohnes Harold Harefoot gegen Hardiknut war, Knuts Sohn mit Emma von der Normandie, als Knut 1035 starb. Harold starb jedoch im Jahr 1040 und wurde von seinem Bruder Hardiknut abgelöst, der sich in seiner kurzen Regierungszeit durch die Einführung schwerer Steuern unbeliebt machte. Zwei seiner Steuereintreiber wurden in Worcester von verärgerten Ortsansässigen getötet. Der König war so wütend, dass er 1041 Leofric und seinen anderen Grafen befahl, die Stadt zu plündern und niederzubrennen und die Umgebung zu verwüsten. Dieser Befehl muss Leofric auf eine harte Probe gestellt haben, denn Worcester war die Domstadt der Hwicce, seines Volkes.
Als Hardiknut 1042 plötzlich starb, wurde er von seinem Halbbruder Eduard der Bekenner abgelöst. Leofric unterstützte Eduard loyal, als dieser 1051 in Gloucester von Earl Godwin bedroht wurde. Leofric und Siward, Earl of Northumbria versammelten große Armeen, um auf das Heer Godwins zu treffen. Seine Berater rieten Edward, dass Kampf Torheit sei, da es wichtige Mitglieder des Adels auf beiden Seiten geben werde; der zu erwartende Verlust dieser Männer im Kampf, würde England für seine Feinde öffnen. Letztendlich wurde das Problem also mit weniger blutigen Mitteln gelöst: Gemäß Leofrics Rat wurde die Beilegung des Streits an den Witenagemot verwiesen und Earl Godwin und seine Familie wurden für eine gewisse Zeit geächtet. Leofrics Macht war auf dem Höhepunkt. Doch 1055 wurde Leofrics eigener Sohn Ælfgar, Earl of Mercia, „unverschuldet“ geächtet, heißt es in der Angelsächsischen Chronik. Ælfgar hob eine Armee in Irland und Wales aus und führte sie nach Hereford, wo er mit der Armee von Ralph the Timid, Earl of Herefordshire, zusammentraf und die Stadt dabei schwer beschädigt wurde. Die Angelsächsische Chronik kommentiert ironisch: „Und als sie den größten Schaden angerichtet hatten, wurde beschlossen, Earl Ælfgar wieder einzusetzen.“
Leofric starb im Jahr 1057 auf seinem Anwesen in Kings Bromley in Staffordshire. Laut der Angelsächsischen Chronik starb er am 30. September, aber der Chronist Johannes von Worcester gibt das Datum 31. August an. Beide stimmen darin überein, dass er in Coventry in St. Mary’s Priory and Cathedral bestattet wurde. Leofrics Nachfolger als Earl wurde sein Sohn Ælfgar.

## Religiöse Werke
Earl Leofric und Godiva waren bekannt für ihre Großzügigkeit gegenüber der Kirche. 1043 gründete  er ein Benediktinerkloster in Coventry und stattete es aus. Johannes von Worcester berichtet, dass „er und seine Ehefrau, die edle Countess Godgifu, eine Verehrerin Gottes und fromme Liebhaberin der Jungfrau Maria, das Kloster aus ihrem eigenen Erbe ab den Fundamenten baute, es angemessen mit Land ausstattete und es so reich an verschiedenen Ornamenten machte, dass man in keinem Kloster in England den Überfluss an Gold, Silber, Edelsteinen und wertvollen Steinen finden könne, wie sich zu dieser Zeit in ihrem Besitz befand.“
In den 1050er Jahren erscheinen Leofric und Godiva gemeinsam als Wohltäter in einer Urkunde, die dem Kloster von St. Mary in Worcester Land und Stow Minster, Lincolnshire, die Ausstattung gewährte. Sie sind darüber hinaus als Wohltäter anderer Klöster bekannt, z. B. in Leominster, Chester, Much Wenlock, und Evesham.

## Familie
Abgesehen von Northman, der 1017 getötet wurde, hatte Leofric mindestens zwei weitere Brüder: Edwin wurde 1039 von Gruffydd ap Llywelyn im Kampf getötet, und Godwin starb einige Zeit vor 1057.
Leofric hat möglicherweise mehr als einmal geheiratet. Seine berühmte Frau Godiva überlebte ihn, könnte aber eine zweite oder spätere Ehefrau gewesen sein. Da es einige Fragen zum Hochzeitsdatum von Leofric und Godgifu (Godiva) gibt, ist nicht klar, ob sie die Mutter von Ælfgar war, Leofrics einzigem bekannten Kind – wenn die Ehe später als 1010 geschlossen wurde, kann Ælfgar nicht ihr Sohn sein.